# Вторинні сировинні ресурси
Втор́инні сиров́инні ресýрси — матеріали і вироби, що їх після первинного повного використання (зношування) можна застосувати у виробництві як сировину.